# AUMAN
AUMAN，本名易卓邦（英語：Auman Yick，1994年3月11日—），香港YouTuber，亦是攪屎棍成員。2017年，他發佈了到北韓的旅遊影片而獲得了關注。2019年於香港理工大學衝突中被捕，後於2020年被控暴動罪。2022年10月28日暴動罪成，判處入獄50個月。

## 生涯
AUMAN於大約13、14歲時便到了英國讀書，就讀高中，並於2010年開設YouTube頻道。在他17、18歲的時候，當香港人仍對YouTube沒有太好印象時，他便上傳了自己第一支影片，唯後來覺得自己拍得太差而將之隱藏。其後，他在英國高級程度考試中考獲「AAB」成績，於是回港入讀香港中文大學法律系，以為自己可以順理成章成為律師，卻對法律程序和條文無從入手，而他亦把部分時間投放在了YouTube和校內學生組織，成績平均積點以0.2分之差未能奪得法學專業證書的考試資格，在大學四年級時，更花費2萬港元聘用攝製隊，拍攝劇情片測試自己能力，卻與期望有落差。他2016年畢業後確定自己未能當上律師，慨歎不少人讀完法律也會有不同出路，包括政府工和警察，同年7月他於YouTube上宣佈成為全職YouTuber。
2010年AUMAN在英國就讀高中時，他加入了YouTube合作夥伴計劃，開始了拍攝YouTube影片，在就讀大學時每月上載2至3條影片。他拍攝的影片種類眾多，影片內容包括旅遊、生活、校園、政治等，通常以廣東話拍片，但亦有影片使用英語製作，向其他地區的人解釋香港的議題和誤解，例如香港作為特別行政區如何運作，當中最出眾的為旅遊影片，具意思的拍照和剪接技巧受到網民愛戴，廣告商亦會請他拍攝旅遊影片。2015年，他獲澳洲旅遊局贊助，到開恩茲拍攝旅遊影片系列。2016年，獲香港大學香港賽馬會防止自殺研究中心邀請，他與鄭子誠、艾威和游學修合作，花了3個月拍攝防自殺劇情片最後一天，他指即使因停止了其他工作而失去了3個月的收入，仍對能讓觀眾走出困局而覺得值得。2017年，AUMAN上傳了一支到北韓旅遊的影片，標題為「72小時北韓遊記」，紀錄自己與女朋友Candy在北韓的三天兩夜。在影片中，他曾把「金日成主席」說成了「金日成將軍」，女朋友隨即澄清指是「偉大的領袖」；在談及金日成去世時，他無意間道出了「畢竟他不是神」，接着立即改口說他是「偉大的神」；在觀看少年宮表演時，看到不停旋轉的「無限舞」，女朋友又說出了「整個國度都很詭異」。該影片獲得了超過100萬觀看次數。
2014年受雨傘革命政治啟蒙，他開始關心香港的政治生態，2016年發生旺角騷亂，他發佈了「為什麼香港不是中國」和「五分鐘認識香港獨立的起源」兩支影片，探討香港政治問題，他當時認為，是因為極權沒有給予制度內抗爭的空間，才把人推向了港獨。2019年，反對逃犯條例修訂草案運動爆發，他認為不是時候發佈「嘻嘻哈哈」的影片，因而減少了出片量，在2019年7月至10月期間成為一間網媒的攝影記者，以相機紀錄示威現場。在這段時間，他因為害怕接廣告的收入受到影響而失去商機，沒有在網絡上談論政治，在2019年9月，他的頻道發佈了一條華為P30 Pro的廣告，惹來網民批評他是「奶共狗」，他當時解釋，廣告在兩個月之前接洽，已經簽了約，指一邊到街上示威一邊發佈國產廣告，的確好像精神分裂。2019年11月18日，發生香港理工大學衝突期間，示威者與警方在校園外爆發衝突，AUMAN成為了在油尖旺區一帶被捕的其中一人。在他被捕的時候，想起了自己讀法律時讀過刑事訴訟和被捕人士權益，但他指在被捕的當下，若和警察爭論，反而會被罵甚至被打，不會有甚麼權益。在等候室時又開玩笑說「進監獄裏不如讀碩士」。他又指，讀書時學的都是理論，與實際操作不同，而香港法治完全跟不上制約與平衡的理論基礎。根據其同案被告律師透露，包括AUMAN在內的被捕人士曾被迫面壁跪地數小時，期間不能飲食和上廁所。他當時選擇了「踢保」離開警署，認為自己案件並不嚴重。事隔近半年，2020年5月14日，AUMAN正式被落案起訴暴動罪，他認為暴動罪是「大包圍」控罪，律政司找不到更好的方式控告，便會使用暴動罪，5月18日，他在東區裁判法院首次應訊。由於案情和保釋條件，他被迫留在香港，作為旅遊YouTuber，他只好拍多些香港本土的東西。他以前會覺得離開香港是幸福的事，而香港是個功利和沒人情味的地方，但反修例運動期間顯出的團結和一班人為民主自由抗爭卻是香港最珍貴的事，使香港成為「美麗的地方」。

## 外部連結
- YouTube上的AUMAN頻道
- AUMAN的Instagram帳戶
- AUMAN的Facebook專頁